# Yakovlev Yak-38
Le Yakovlev Yak-38 est le seul chasseur soviétique à capacité VSTOL. Embarqué à bord de porte-aéronefs, il a reçu le code OTAN Forger.

## Conception

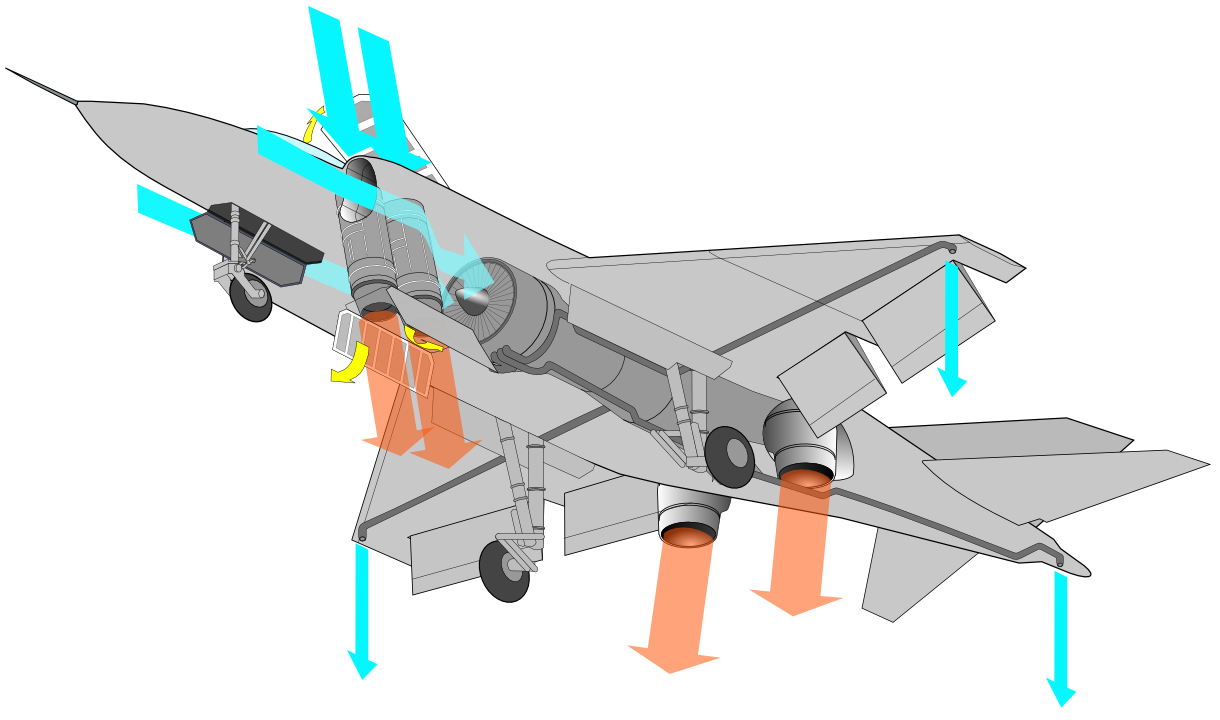
Vectorisation et les différentes buses du système de sustentation du Yak-38.

Dans les années 1950, les Américains expérimentèrent différents types d'avion à décollage vertical. Les Soviétiques commencèrent donc à développer un prototype avec de telles capacités. Le résultat fut le Yakovlev Yak-36 « Freehand ». Celui-ci servit de base au développement du Yak-38 qui effectua son premier vol en janvier 1971, entra en production de série en 1975 et mise en service en 1976 sur le porte-avions Kiev.
Il était doté d'un réacteur à poussée vectorielle à l'arrière et de deux réacteurs montés quasi verticalement à l'avant. La commande à basse vitesse et en stationnaire, du mouvement de roulis était réalisée par des éjecteurs d'air comprimé en bouts d'aile. Les lacets étaient contrôlés par le même type d'éjecteur dans le cône de queue, et le tangage par l'ajustement de la puissance des réacteurs verticaux.
Le Yak-38 était doté d'ailes de petite dimension en flèche à 45° et pouvant se replier à mi-longueur afin de faciliter le rangement des aéronefs dans les hangars des porte-avions. Celles-ci possèdent quatre points d'ancrage pouvant recevoir entre 2 600 et 3 600 kg de charges (bombes, roquettes ou missiles. À pleine charge les décollages prenaient la forme d'un décollage court.
Le Yak-38 fut surtout construit pour faire profiter la marine soviétique d'une expérience dans le domaine des avions à décollage vertical. En effet ceux-ci étaient peu performants en matière de vitesse et d'emport d'armement et d'avionique. Ils procuraient à la flotte une capacité d'interception et d'attaque dans des régions trop éloignées des bases terrestres pour les avions basés au sol. Ses pilotes l'avaient surnommé le « tacot » en raison des nombreux petits dysfonctionnements intempestifs qui pouvaient émailler ses vols.
Les bureaux d'études de Yakovlev développèrent un remplaçant au Yak-38, connu sous le nom de Yak-141 Freestyle, dont les prototypes volèrent pour la première fois en 1987. Mais le projet fut abandonné en 1990 en raison de la chute de l'URSS et de la mise hors service des porte-avions de classe Kiev et des croiseurs porte-hélicoptères classe Moskva.

## Engagements

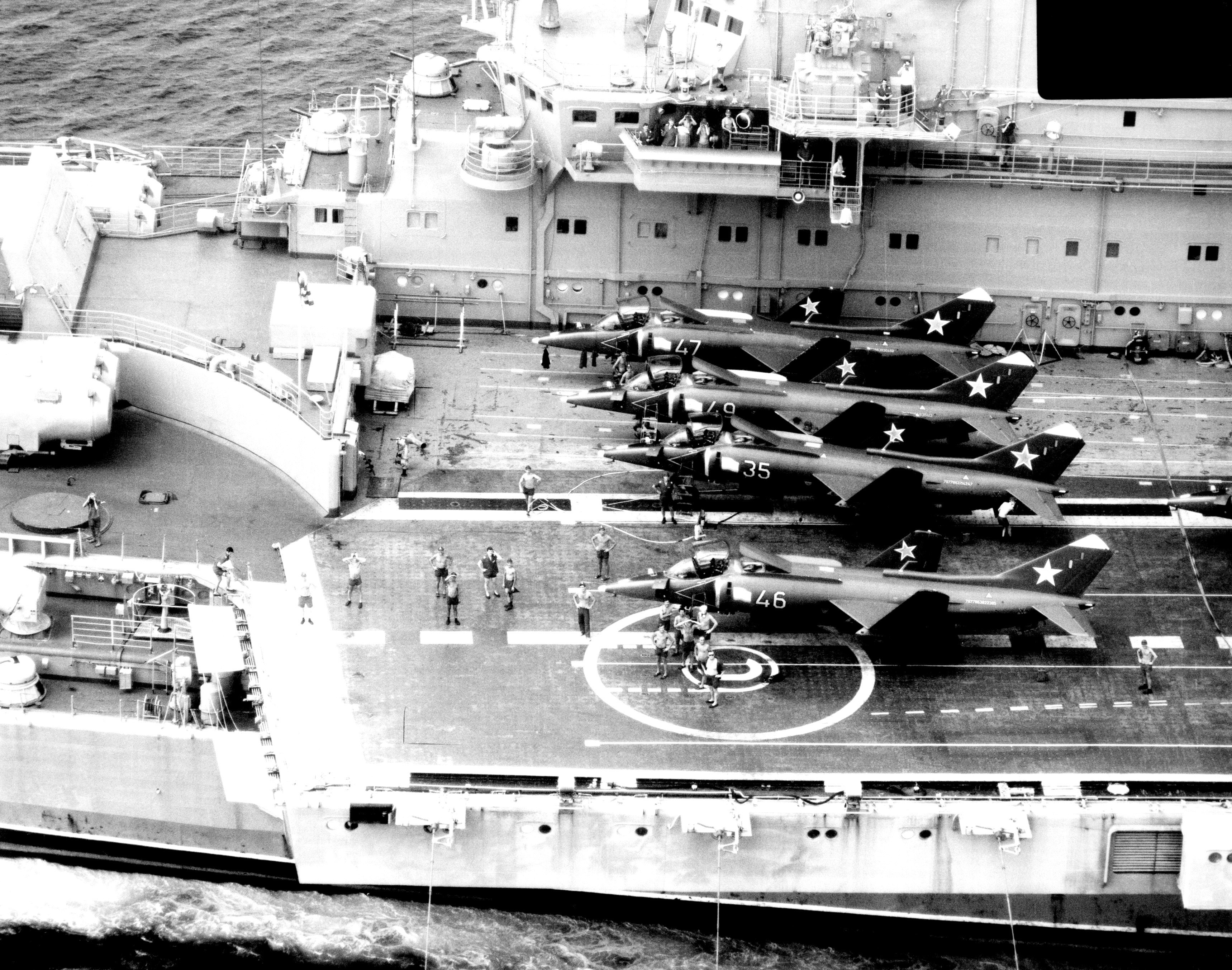
Yak-38 à bord du Minsk.

Ils sont mis en service sur les quatre porte-aéronefs de la classe Kiev et sur les deux croiseurs porte-hélicoptères classe Moskva.
Liste des navires :
- Kiev
- Minsk
- Novorossiysk
- Baku
- Moskva
- Leningrad

La base de la flotte du Nord les recevant à terre est la base aérienne de Severomorsk-3.
Quatre Yak ont été déployés durant la guerre d'Afghanistan à titre expérimental en 1980, mais à cause de l'altitude et de la chaleur, ils ne pouvaient emporter que deux bombes de 100 kg. Ils n'ont fait que douze sorties de combat et un appareil a été perdu sur accident, le tout sur une période de 50 jours.

## Variantes

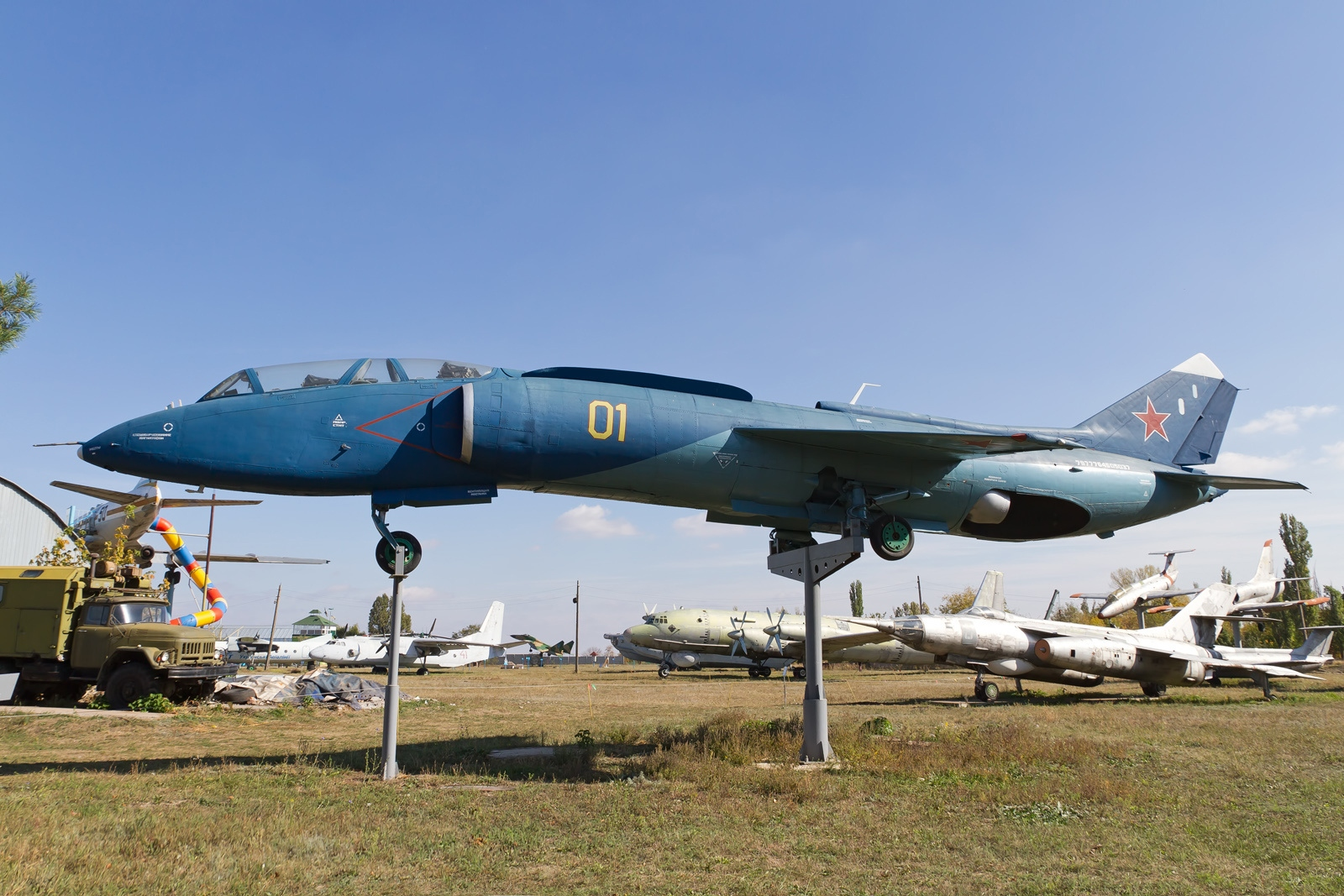
Un Yak-38U du Musée technique d'aviation.

- Yak-38 (Forger A) : Chasseur embarqué monoplace.
- Yak-38M (Forger A) : Version du Yak-38 disposant d'un réacteur principal plus puissant Lyulka AL-21 de 8 t de poussée.
- Yak-38UV (Forger B) : Version biplace d'entraînement dotée d'un fuselage rallongé.

## Utilisateurs
- Union soviétique
  - Marine soviétique
    - Aviation navale soviétique : Tous les appareils ont été retirés du service au début des années 1990.

### Développement lié
- Yakovlev Yak-36 Freehand

### Aéronefs comparables
- Dassault Balzac V
- Harrier Jump Jet series
- VFW-Fokker VAK 191B
- Yakovlev Yak-141 Freestyle
- Lockheed Martin F-35 Lightning II